# Andocumborios

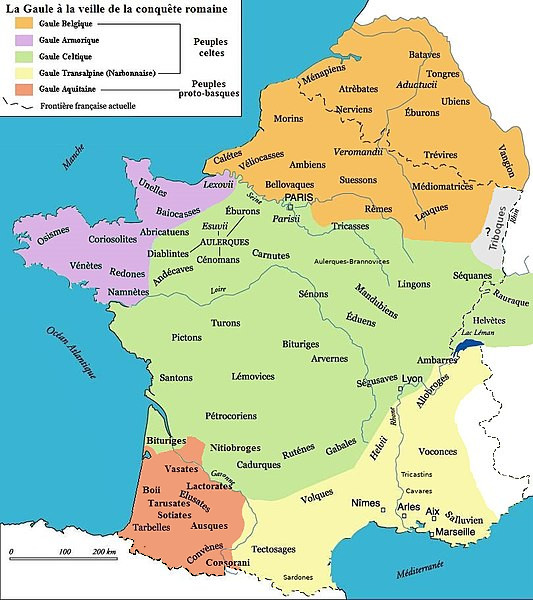
Carte des peuples celtes de Gaule.

Andocumborios est un aristocrate du peuple celte des Rèmes. Selon Jules César, dans ses Commentaires sur la Guerre des Gaules c'était, avec Iccios, « les premiers de leur cité » .

## Protohistoire
Andocumborios est connu pour avoir été en 57 av. J.-C. avec Iccios l'un des ambassadeurs auprès de Jules César pour lui proposer une alliance entre les deux peuples.
- L'ambassade d'Iccios et Andocumborios auprès de César :

« Son arrivée [Jules César] fut imprévue et personne ne s'attendait à tant de célérité ; les Rèmes, voisins immédiats des Belges, lui députèrent Iccios et Andocumborios, les premiers de leur cité, chargés de lui dire qu'ils se mettaient eux et tout ce qu'ils possédaient sous la foi et pouvoir du peuple romain, qu'ils n'avaient point voulu se liguer avec les autres Belges, ni prendre part à cette conjuration contre les Romains ; qu'ils étaient prêts à donner des otages, à faire ce qui leur serait ordonné, à le recevoir dans leurs places, à lui fournir des vivres et tous autres secours ; que tout le reste de la Belgique était en armes ; que les Germains, habitant en deçà du Rhin, s'étaient joints aux Belges [...] »
— Jules César, Commentaires sur la Guerre des Gaules, Livre II, 3.

## Sources et bibliographie
- Venceslas Kruta, Les Celtes, Histoire et Dictionnaire, page 414, Éditions Robert Laffont, coll. « Bouquins », Paris, 2000,  (ISBN 2-7028-6261-6) ;
- John Haywood (intr. Barry Cunliffe, trad. Colette Stévanovitch), Atlas historique des Celtes, éditions Autrement, Paris, 2002,  (ISBN 2-7467-0187-1) ;
- Albert Grenier, Les Gaulois, Petite bibliothèque Payot, Paris, 1970,  (ISBN 2-228-88838-9) ;
- Danièle et Yves Roman, Histoire de la Gaule, Librairie Arthème Fayard, Paris, 1997,  (ISBN 2-7028-1646-0) ;
- Consulter aussi la bibliographie sur les Celtes.

## Wikisource
- Jules César, Commentaires sur la guerre des Gaules, Livre II